# Melanotan
Melanotan er to syntetiske peptid hormoner (melanocortin), melanotan-1 og melanotan II. 
Hormonet blev udviklet i Arizona i midten af 1980'erne af kræftforskere for at opnå pigmentering uden soleksponering. Således kunne Melanotan give beskyttende hudfarve uden at vinterbleg hud skulle blive udsat for forårsolens stråling. Ved at efterligne det naturlige hormon a-MSH, som bliver lavet i kroppen, stimulerer Melanotan hudens pigmentproduktion.
Hormonet eksisterer i to varianter: Melanotan-1 og Melanotan II. Melanotan II kan give stærkere bivirkninger end Melanotan-1. 
Stofferne er hverken færdigtestet eller godkendt i nogen lande, men kan skaffes illegalt på internettet. Melanotan er populært hos bodybuildere og modeller. Anvendelse af stoffet kan øge risikoen for kræft i
pigmentceller som bliver overstimulerede. Bivirkninger kan være kvalme, hovedpine, prikken i hænder og fødder, blå læber og ændring i pigment og modermærker samt nedsat appetit. Melanotan II kan desuden forårsage øget sexlyst hos begge køn samt erektion hos mænd.
Melanotan II har af visse kredse fået tilnavnet "Barbiepillen", selvom det skal sprøjtes ind i kroppen med kanyle.